# Kaiser-Wilhelm-Feste
Die Kaiser-Wilhelm-Feste war eine 1889 errichtete Festung der Schutztruppe in Deutsch-Südwestafrika, dem heutigen Namibia. Sie befand sich bei Tsaobis (damals als Wilhelmsfeste bezeichnet) im zentralen Westen des Landes im Khomashochland unweit des Swakop.
Der Bau der Feste wurde von Curt von François in Auftrag gegeben, der damit die fruchtbaren Gründe und Wasserstellen sowie den Handelsweg von und zur Atlantikküste schützen wollte. 18 Mann waren hier stationiert. Am Bau waren maßgeblich die Bergdama beteiligt, die sich fortan als Freunde der Schutztruppe etablierten.